# Chu Thước
Chu Thước (giản thể: 朱铄; phồn thể: 朱鑠; bính âm: Zhu Shuo; ? – ?), tự Ngạn Tài (彦才), là quan viên, tướng lĩnh Tào Ngụy thời Tam Quốc trong lịch sử Trung Quốc.

## Thời Tào Tháo
Chu Thước quê ở quận Tiếu, Duyện Châu, là đồng hương của gia tộc Tào Tháo. Chu Thước có thân hình gầy gò, tính tình gấp gáp.
Năm 217, Tào Phi được lập làm Thế tử nước Ngụy, lấy Trần Quần, Tư Mã Ý, Chu Thước, Ngô Chất làm liêu thuộc, gọi là Ngụy thế tử Tứ hữu.

## Thời Tào Phi
Năm 220, Tào Phi soán vị lên ngôi, tức Ngụy Văn đế. Năm 221, Chu Thước thay Hạ Hầu Mậu giữ chức Trung Lĩnh quân tướng quân, quản lý cấm quân triều Ngụy.
Năm 224, Ngô Chất về triều, Tào Phi bày tiệc rượu, bắt các tướng quân cùng các quan từ đặc tiến trở xuống đều phải đến tham dự. Sau khi chè chén no say, Ngô Chất sai nghệ sĩ làm trò, châm chọc Thượng tướng quân Tào Chân to béo, Trung lĩnh quân Chu Thước gầy gò. Ngô Chất liền sai nghệ sĩ châm chọc hai người. Tào Chân thân là tông thất, rút đao trợn mắt dọa chém những ai ngả ngớn. Tào Hồng, Vương Trung thì phụ họa. Ngô Chất lại giữ kiếm trách cứ Tào Chân. Chu Thước đứng dậy khuyên can, lại bị Chất quát mắng. Cuối cùng các tướng đều ngồi về chỗ cũ, chỉ có Chu Thước vẫn ức chế, rút kiếm chém xuống đất cho hả giận.
Chu Thước có khả năng chết trước Tào Phi (226). Khi Chu Thước chết, các quan viên đến dự tang lễ ăn mặc không hợp lễ pháp. Tưởng Tế vì việc này dâng tấu, bàn bạc cùng các Bác sĩ, trong đó có một người tên là Đỗ Hi phản đối. Cuối cùng, triều đình nghe theo ý kiến của Đỗ Hi.

## Trong văn hóa
Chu Thước không xuất hiện trong tiểu thuyết Tam quốc diễn nghĩa của La Quán Trung.